# Gastrofyzika
Gastrofyzika je obor, který se zabývá převážně vlastnostmi potravin, jejich výběrem, přípravou, kombinací apod., jakož i jejich vlivem na živé organizmy. U gastromechaniky se pak sledují ještě mechanické vlastnosti kloubů, kostí, svalů i jiných tkání a jak na ně lze pomocí potravin cíleně působit. Tento termín byl poprvé použit v roce 2015 Otou Reissem[zdroj⁠?!]. Ten tvrdí, že tyto nové obory lépe vystihují účinky potravin a stravování na organizmus[zdroj⁠?!]. 